# Avión de carga

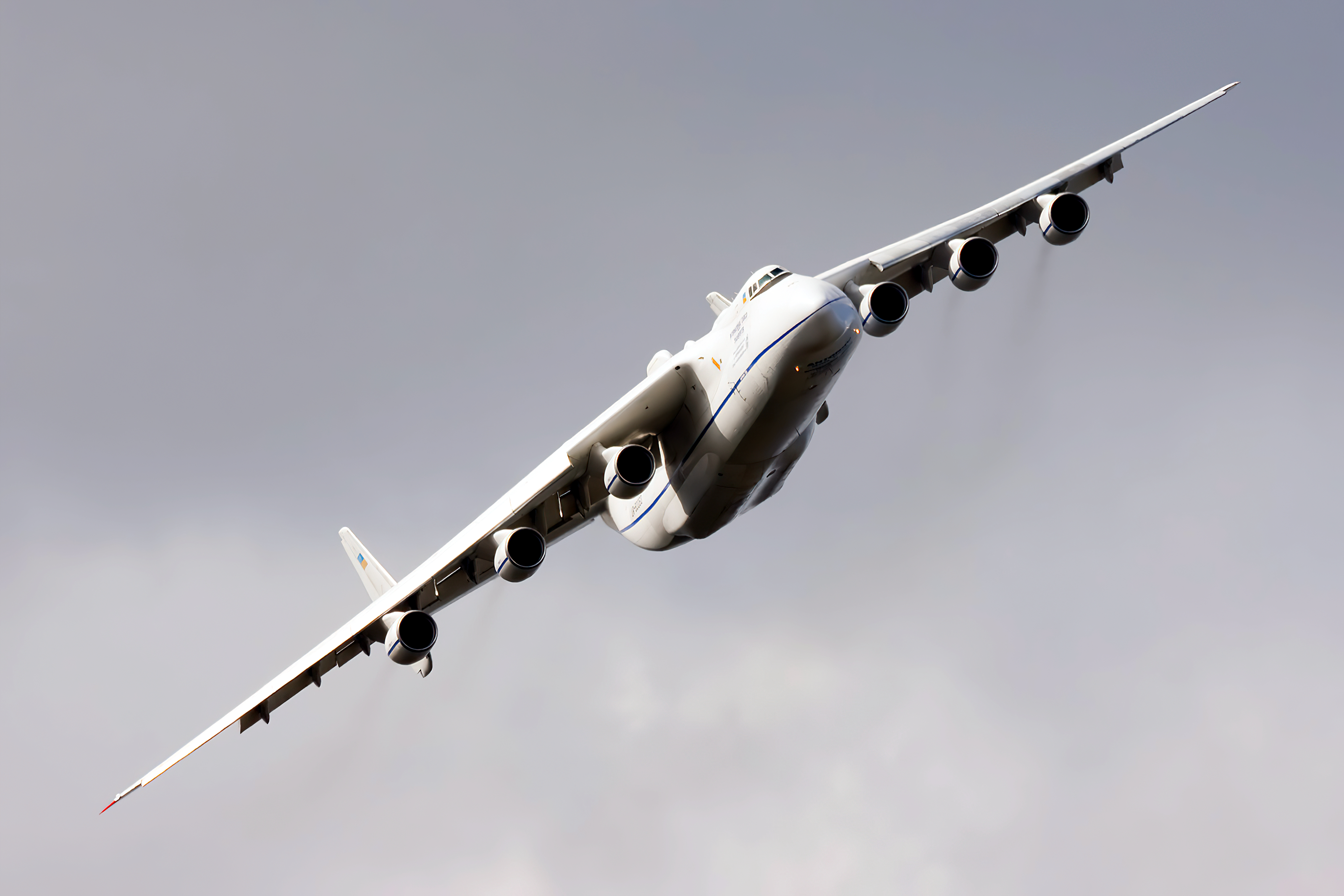
El avión de carga más grande del mundo hasta 2019: el Antonov An-225.

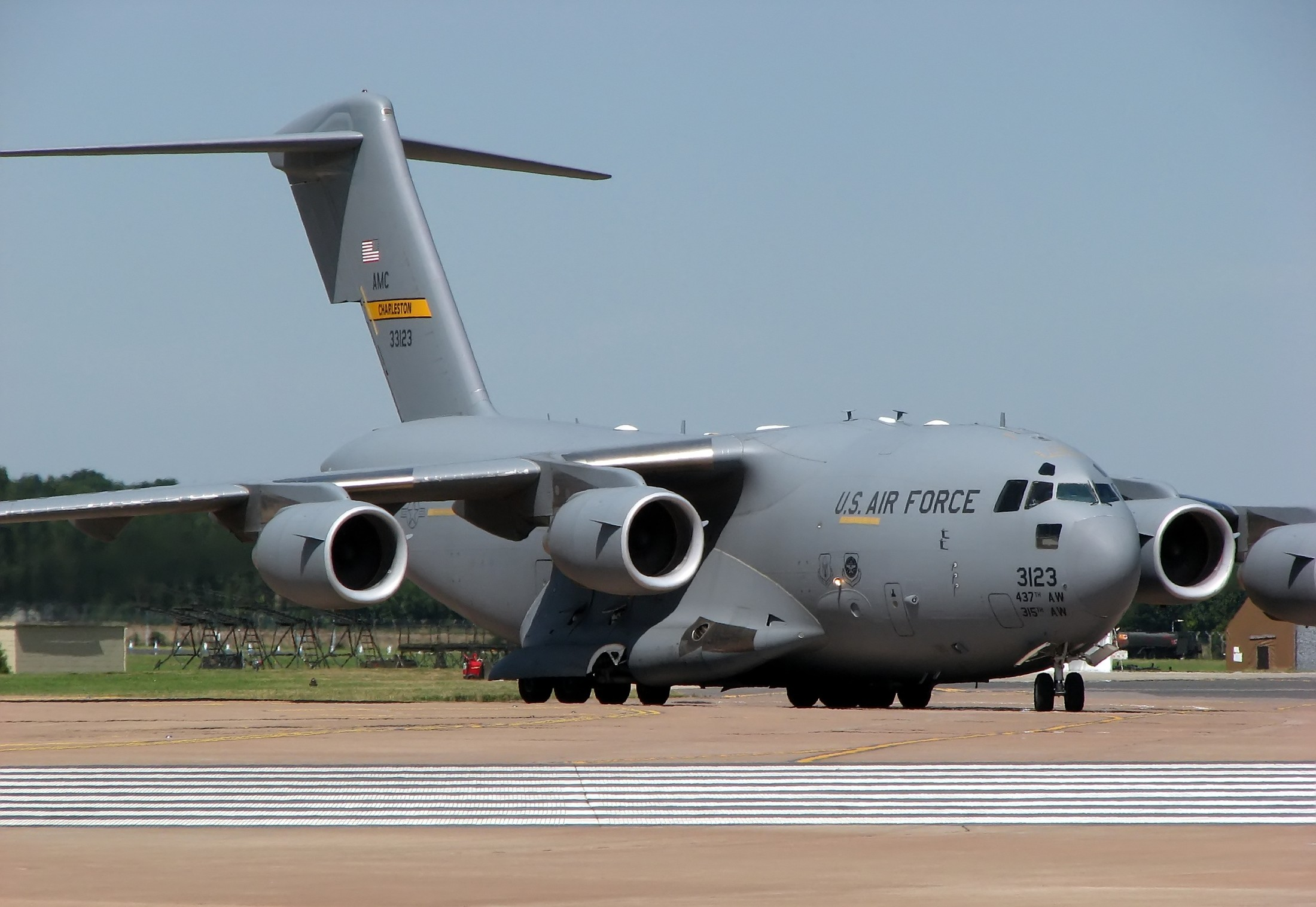
Boeing C-17A Globemaster III.

Un avión de carga, o avión de transporte, es una aeronave de ala fija diseñada o convertida para el transporte de bienes, más que pasajeros. Están desprovistos de instalaciones para pasajeros, y generalmente ofrecen unas puertas más grandes para la carga y descarga de cargamento. Este tipo de aeronaves pueden ser operadas por aerolíneas de carga, por individuos privados o por fuerzas armadas. Sin embargo la mayor parte de la carga que se transporta por vía aérea va en las bodegas de los aviones comerciales de pasajeros.
Los aviones diseñados para transporte de carga tienen varias características que los distingue de los aviones de pasajeros :
- Fuselaje ancho, para alojar más carga o carga voluminosa.
- Ala alta, para permitir que el área de carga este situada más cerca del suelo.
- Un número considerable de ruedas, para permitir aterrizajes en pistas no preparadas.
- La cola elevada, para permitir una entrada y salida directa de la carga en la aeronave mediante una compuerta trasera.
- Especial para transportes internacionales.

## Historia

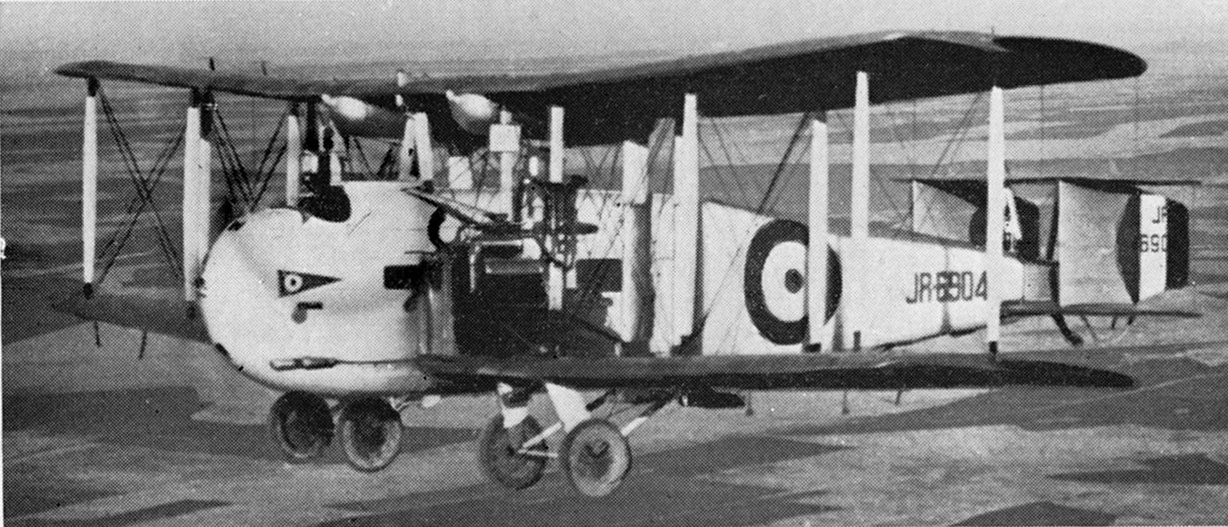
El Vickers Vernon fue el primer transporte de tropas dedicado en 1921

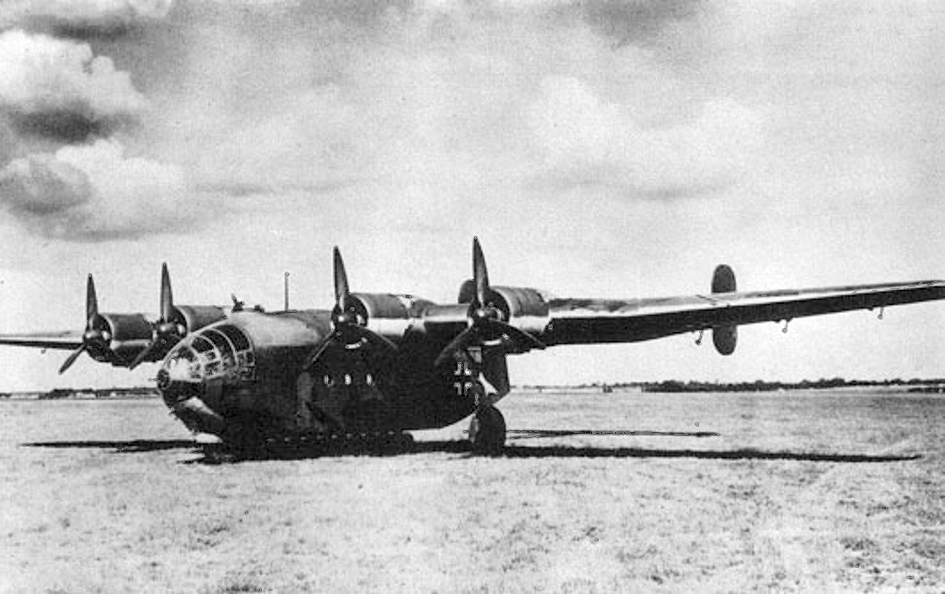
El Arado Ar 232 fue el primer avión de carga dedicado

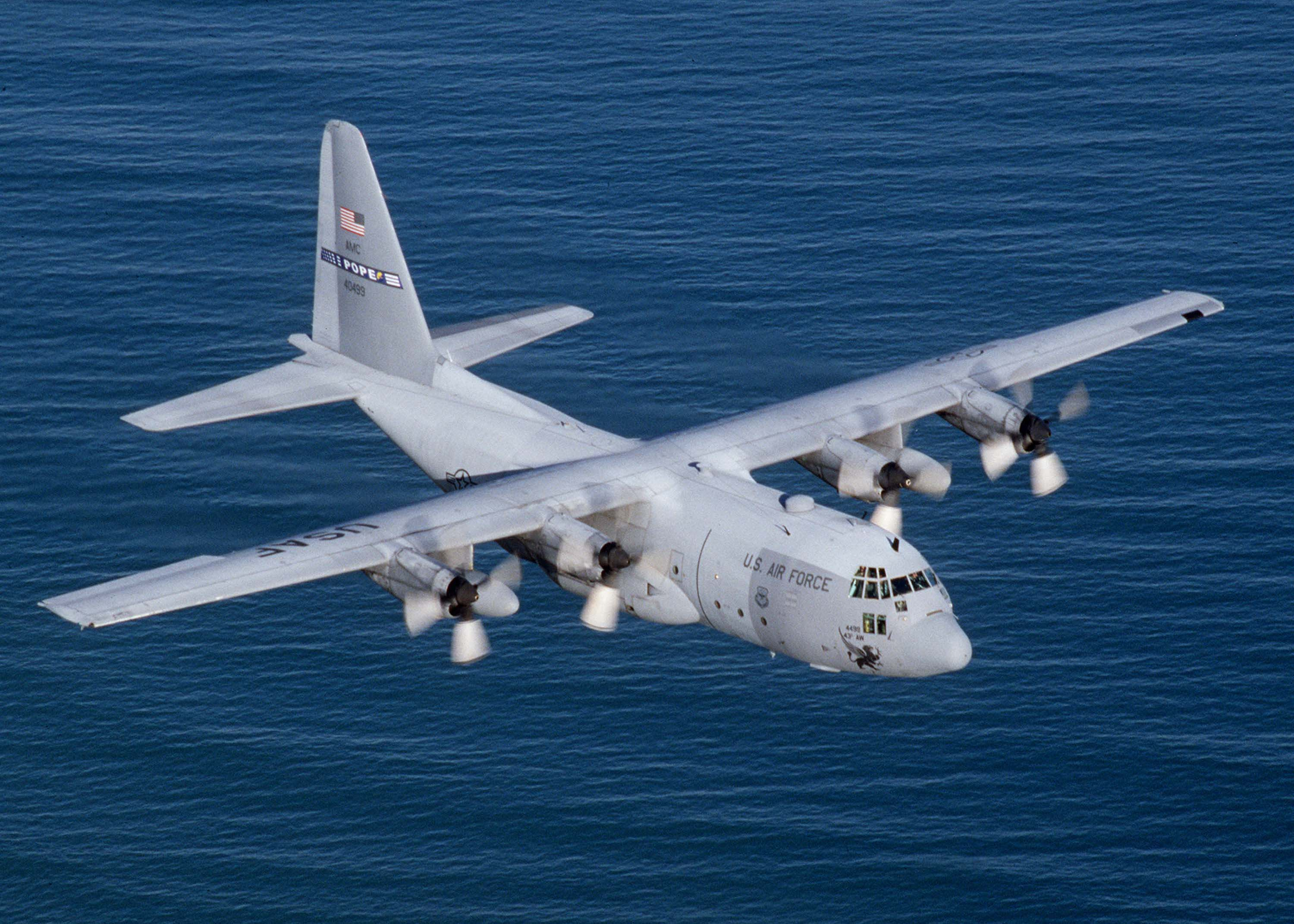
El C-130 Hercules es el avión de transporte militar arquetípico

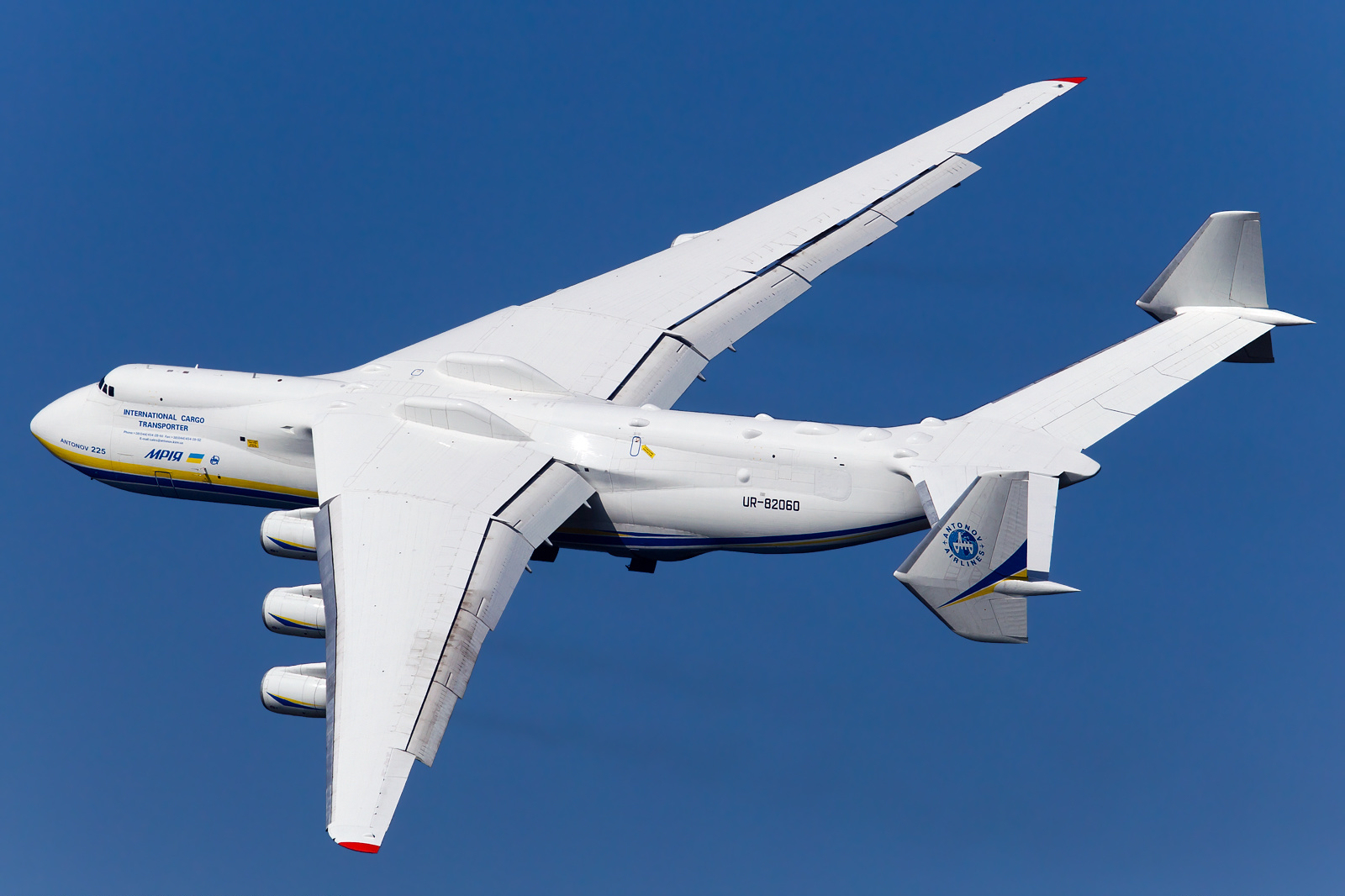
El Antonov An-225 fue el avión más pesado

Los aviones se utilizaron para transportar carga en forma de "correo aéreo" ya en 1911. Aunque los primeros aviones no se diseñaron principalmente como transportadores de carga, a mediados de la década de 1920 los fabricantes de aviones estaban diseñando y construyendo aviones de carga dedicados.
En el Reino Unido a principios de la década de 1920, se reconoció la necesidad de un avión de carga para transportar tropas y material rápidamente para pacificar las revueltas tribales en los territorios recién ocupados del Oriente Medio. El Vickers Vernon, un desarrollo del Vickers Vimy Commercial, entró en servicio con la Royal Air Force como el primer transporte de tropas dedicado en 1921. En febrero de 1923 fue puesto en uso por el Irak Command de la RAF que volaron cerca de 500 tropas Sikh de Kingarban a Kirkuk en el primer viaje estratégico de puente aéreo de tropas. Vickers Victoria jugó un papel importante en el puente aéreo de Kabul de noviembre de 1928 - febrero de 1929, cuando evacuaron al personal diplomático y sus dependientes junto con miembros de la familia real afgana en peligro por una guerra civil. Los Victoria también ayudaron a ser pioneros en las rutas aéreas para los aviones Handley Page HP.42 de Imperial Airways.
El diseño alemán en la Segunda Guerra Mundial del Arado Ar 232, fue el primer avión de carga especialmente diseñado. El Ar 232 estaba destinado a suplantar las anteriores conversiones de carguero Junkers Ju 52, pero solo se construyeron unos pocos. La mayoría de las otras fuerzas también utilizaron versiones de carga de aviones de pasajeros en el papel de carga, sobre todo la versión C-47 Skytrain del Douglas DC-3, que sirvió con prácticamente todas las naciones aliadas. Una innovación importante para el futuro diseño de aviones de carga se introdujo en 1939, con los prototipos quinto y sexto del Junkers Ju 90 como avión de transporte militar de cuatro motores, con el ejemplo más antiguo conocido de una rampa de carga trasera. Este avión, como la mayoría de los de su era, usó tren de aterrizaje de arrastre de cola que provocó que el avión tuviera una decidida inclinación hacia atrás cuando aterrizaba. Estas aeronaves introdujeron el Trapoklappe, una potente rampa/ascensor hidráulico con una escalera para el personal centrada entre las rampas de las vías del vehículo, que elevaba la parte trasera de la aeronave en el aire y permitía una fácil carga. Una rampa de carga trasera similar incluso apareció en una forma algo diferente en el tren de rueda de morro, equipado con un avión de carga bimotor estadounidense Budd RB-1 Conestoga de finales de la Segunda Guerra Mundial.
La Europa de la posguerra también desempeñó un papel importante en el desarrollo de la industria moderna de carga y flete aéreo. Es durante el Puente aéreo de Berlín en el apogeo de la Guerra Fría, cuando Occidente llevó a cabo una movilización masiva de aviones para abastecer Berlín Occidental con alimentos y suministros, en un puente aéreo virtual las 24 horas del día, después de que la Unión Soviética cerrara y bloqueara los enlaces terrestres de Berlín hacia el oeste. Para suministrar rápidamente el número necesario de aviones, se pusieron en servicio muchos aviones más antiguos, especialmente el Douglas C-47 Skytrain. En funcionamiento, se descubrió que se tardaba tanto o más en descargar desde estos diseños más antiguos que el avión de tren de aterrizaje de triciclo Douglas C-54 Skymaster mucho más grande, que era más fácil de mover cuando aterrizaba. Los C-47 se retiraron rápidamente del servicio y, a partir de entonces, las cubiertas planas fueron un requisito para todos los nuevos diseños de carga.
En los años posteriores a la era de la guerra, se introdujeron una serie de nuevos aviones de carga personalizados, que a menudo incluían algunas características "experimentales". Por ejemplo, el C-82 Packet de EE. UU. presentaba un área de carga extraíble, mientras que el C-123 Provider introdujo el ahora común fuselaje trasero/forma de cola levantada para permitir una rampa de carga trasera mucho más grande. Pero fue con la introducción del turbohélice lo que permitió que la clase madurara, e incluso uno de sus primeros ejemplos, el C-130 Hercules, en el siglo XXI como el Lockheed Martin C-130J, sigue siendo el criterio con el que se miden los nuevos diseños de aviones de transporte militar. Aunque durante muchos años se han propuesto diseños más grandes, más pequeños y más rápidos, el C-130 continúa mejorando a un ritmo que lo mantiene en producción.
Los aviones de carga "estratégicos" se convirtieron en una clase importante propia, comenzando con el Lockheed C-5 Galaxy en la década de 1960 y varios diseños soviéticos similares de las décadas de 1970 y 1980, y culminando con el Antonov An-225, el avión más grande del mundo. Estos diseños ofrecen la capacidad de transportar las cargas más pesadas, incluso tanques de combate principales, a distancias globales. El Boeing 747 se diseñó originalmente con las mismas especificaciones que el C-5, pero luego se modificó como un diseño que podía ofrecerse en versiones de pasajeros o de carga. La "protuberancia" en la parte superior del fuselaje permite que el área de la tripulación esté libre de los contenedores de carga que se deslizan por el frente en caso de accidente.
Cuando se anunció el Airbus A380, el fabricante originalmente aceptó pedidos de la versión de carga A380F, que ofrecía la segunda capacidad de carga útil más grande de cualquier avión de carga, solo superada por el An-225. Un consultor aeroespacial ha estimado que el A380F tendría un 7 % más de carga útil y mejor alcance que el 747-8F, pero también mayores costos de viaje.
A partir de mayo de 2020, Portuguese Hi Fly comenzó a realizar vuelos de carga con un A380, transportando suministros médicos desde China a diferentes partes del mundo en respuesta al brote de Covid-19. Permite casi 320 m3 de carga entre las tres cubiertas. En noviembre de 2020, Emirates comenzó a ofrecer un minicargador A380, que permite transportar 50 toneladas de carga en la parte inferior del avión.

## Tipos
Casi todas las aeronaves comerciales de carga actualmente en la flota son derivados o transformaciones de aeronaves de pasajeros. Sin embargo, existen otros tres métodos para el desarrollo de aviones de carga.

### Derivados de aeronaves que no son de carga

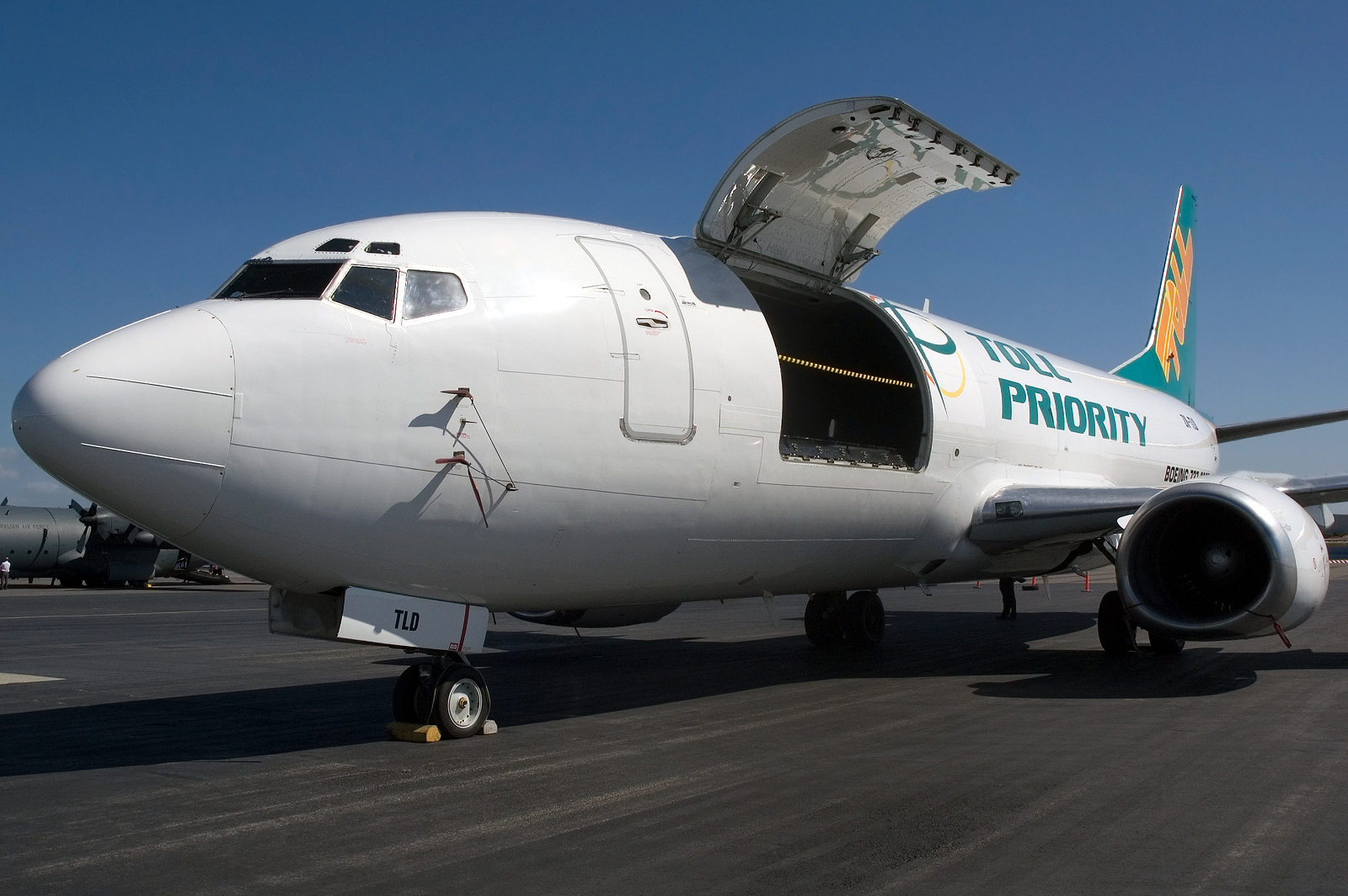
Un Boeing 737-300 carguero convertido de Toll Aviation en 2009

Muchos modelos se pueden convertir de avión comercial a carguero instalando una puerta de carga en la cubierta principal con sus sistemas de control; mejorar las vigas para las cargas de carga y reemplazar el equipo y el mobiliario de los pasajeros con nuevos revestimientos, techos, iluminación, pisos, desagües y detectores de humo.
Los equipos de ingeniería especializados rivalizan con Airbus y Boeing, dando al avión otros 15-20 años de vida.
Aeronautical Engineers Inc. convierte el Boeing 737-300/400/800, MD-80 y Bombardier CRJ200.
Bedek Aviation de Israel Aerospace Industries convierte los 737-300/400/700/800 en unos 90 días, los 767-200/300 en unos cuatro meses y los 747-400 en cinco meses, y está analizando el Boeing 777, Airbus A330 y A321. Voyageur Aviation Corp ubicada en North Bay, Ontario convierte el DHC-8-100 en el DHC-8-100 Package Freighter Conversion.
Una conversión de A300B4-200F costó $5 millones en 1996, un A300-600F $8 millones en 2001, un MD-11F $9 millones en 1994, un B767-300ERF $13 millones en 2007, un B747-400 PSF $22 millones en 2006, un A330-300 P2F se estimó en $20 millones en 2016 y un B777-200ER BCF a $ 40 millones en 2017.
Al evitar la instalación de la puerta de la cubierta principal y confiar en ascensores más livianos entre las cubiertas, LCF Conversions quiere convertir A330/A340 o B777 por $ 6,5M a $ 7,5M.
A mediados de la década de 2000, los 747-400 para pasajeros costaban entre 30 y 50 millones de dólares antes de una conversión de 25 millones de dólares, un B757 tenía que costar 15 millones de dólares antes de la conversión, cayendo a menos de 10 millones de dólares en 2018, y 5 millones de dólares para un 737 Classic, cayendo a $ 2-3 millones por un B737-400 para 2018.
Los cargueros derivados tienen la mayoría de sus costos de desarrollo ya amortizados, y el tiempo de espera antes de la producción es más corto que todos los aviones nuevos. Los aviones de carga convertidos utilizan tecnología más antigua; sus costos operativos directos son más altos de lo que podría lograrse con la tecnología actual. Dado que no han sido diseñados específicamente para carga aérea, la carga y descarga no está optimizada; la aeronave puede estar presurizada más de lo necesario y puede haber aparatos innecesarios para la seguridad de los pasajeros.

### Avión de carga civil dedicado
Un carguero aéreo comercial dedicado es un avión que ha sido diseñado desde el principio como un carguero, sin restricciones causadas por requisitos militares o de pasajeros. A lo largo de los años, ha habido una disputa sobre la rentabilidad de un avión de este tipo, y algunos transportistas de carga afirman que podrían obtener ganancias de manera constante si tuvieran dicho avión. Para ayudar a resolver este desacuerdo, la Administración Nacional de Aeronáutica y del Espacio (NASA) seleccionó a dos contratistas, Douglas Aircraft Co. y Lockheed-Georgia Co., para evaluar de forma independiente la posibilidad de producir un carguero de este tipo para 1990. Esto se hizo como parte de la Estudio de Sistemas de Transporte Aéreo de Carga/Logística (CLASS). Con cargas útiles comparables, se dijo que los aviones de carga dedicados brindan una reducción del 20 por ciento en el costo del viaje y una disminución del 15 por ciento en el precio del avión en comparación con otros aviones de carga. Estos hallazgos, sin embargo, son extremadamente sensibles a los supuestos sobre los costos de combustible y mano de obra y, más particularmente, al crecimiento de la demanda de servicios de carga aérea. Además, ignora la situación competitiva provocada por los costos de capital más bajos de los futuros aviones derivados de carga aérea.
La principal ventaja del carguero aéreo dedicado es que puede diseñarse específicamente para la demanda de carga aérea, proporcionando el tipo de carga y descarga, piso, configuración del fuselaje y presurización que están optimizados para su misión. Además, puede hacer un uso completo de los resultados ACEE de la NASA, con el potencial de reducir significativamente los costos operativos y el uso de combustible. Una sobrecarga tan alta eleva el precio del avión y su costo operativo directo (debido a la depreciación y los costos de seguro) y aumenta los riesgos financieros para los inversionistas, especialmente porque estaría compitiendo con derivados que tienen costos de desarrollo por unidad mucho menores y que en sí mismos han incorporado parte de la tecnología de reducción de costos.

### Avión de carga conjunto civil-militar
Un beneficio de un desarrollo combinado es que los costos de desarrollo serían compartidos por los sectores civil y militar, y la cantidad de aviones requeridos por las fuerzas armadas podría disminuir por la cantidad de aviones civiles de reserva comprados por las compañías aéreas y disponibles para las fuerzas armadas en caso de emergencia.
Existen algunos posibles inconvenientes, como las restricciones ejecutadas por el desarrollo conjunto, las limitaciones que sufrirían tanto los aviones civiles como militares, y la dificultad de encontrar una estructura organizativa que autorice su compromiso. Algunas características apropiadas para un avión militar tendrían que ser rechazadas, porque no son adecuadas para un carguero civil. Además, cada avión tendría que soportar un peso que no soportaría si se diseñara de forma independiente. Este peso adicional reduce la carga útil y la rentabilidad de la versión comercial. Esto podría compensarse mediante un pago de transferencia en el momento de la adquisición o un pago de compensación por penalización operativa. Lo que es más importante, no está claro si habrá un mercado adecuado para la versión civil o si su costo será competitivo con los derivados de los aviones de pasajeros.

### Avión de carga sin piloto

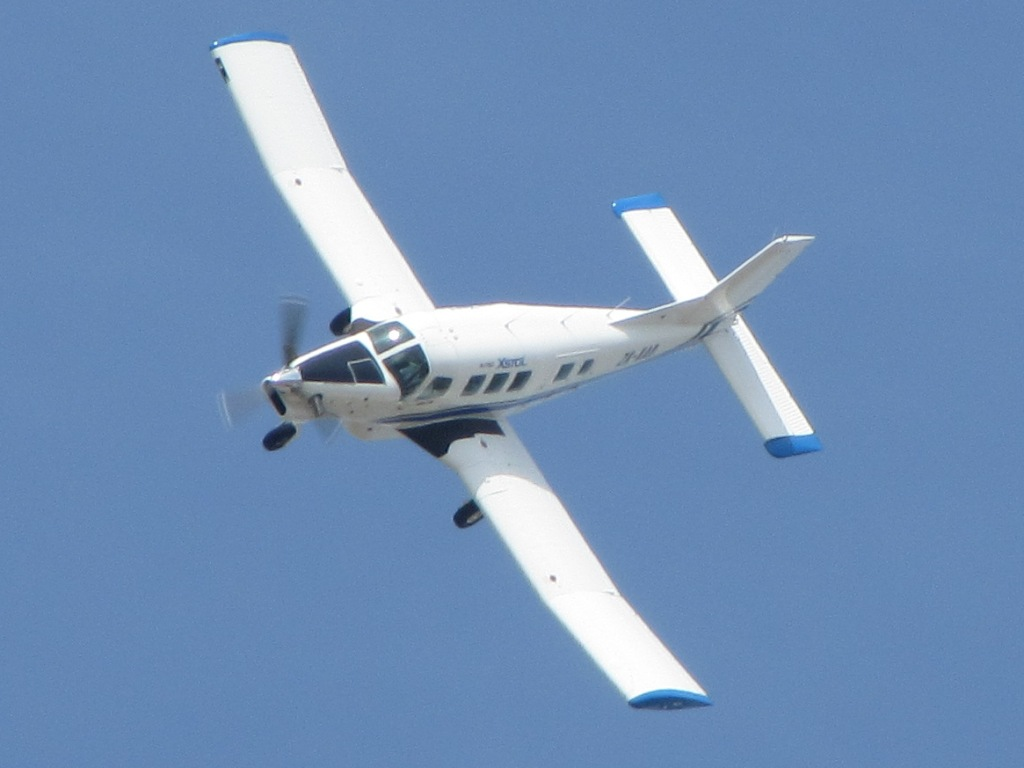
La Academia de Ciencias de China volando un PAC P-750 XSTOL sin piloto en 2012

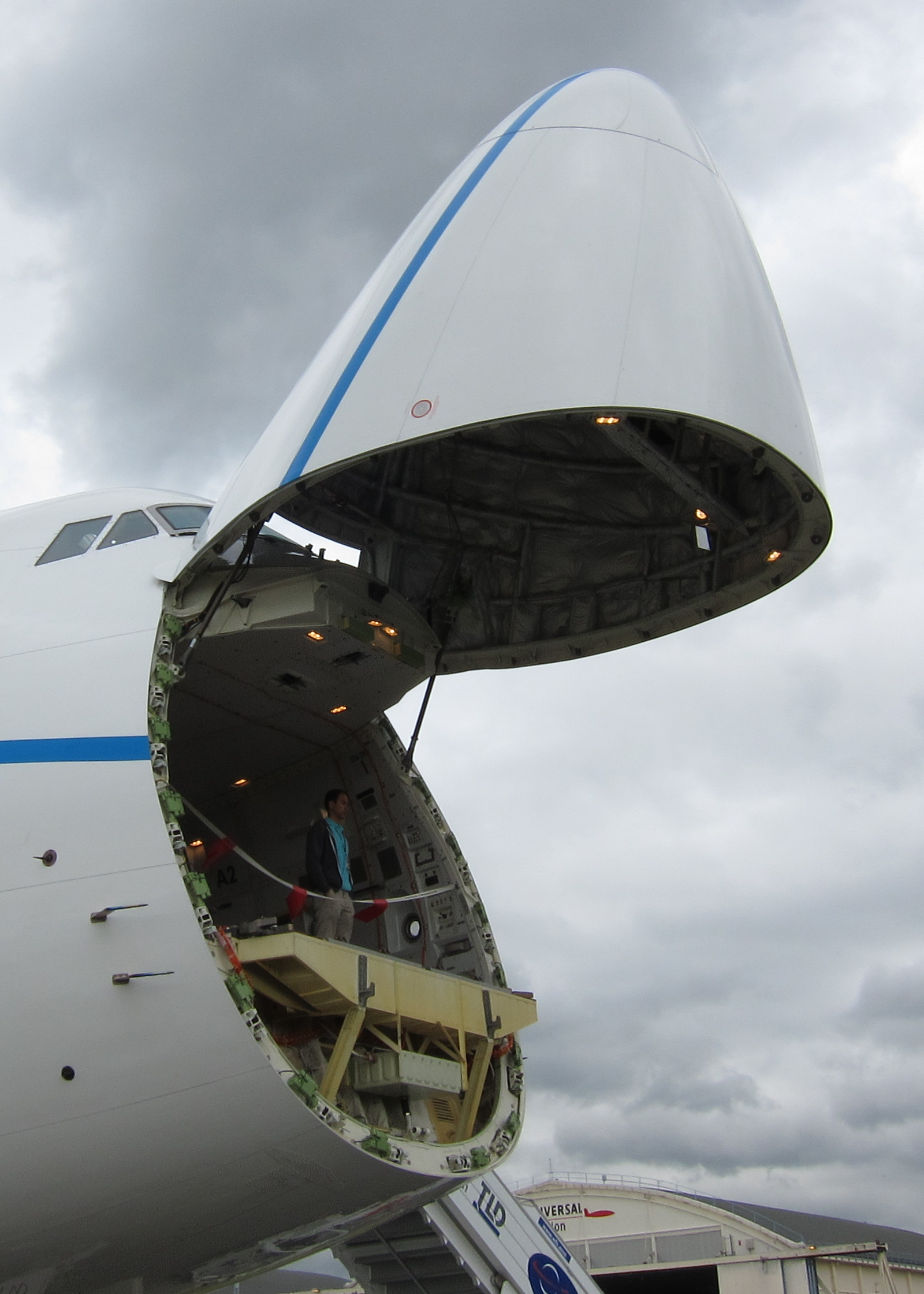
El morro de la puerta de carga abierta de un Boeing 747 en el Paris Air Show en 2011

La demanda de entrega rápida y el crecimiento del comercio electrónico estimulan el desarrollo de UAV cargueros para 2020:
- El Elroy Air californiano quiere reemplazar camiones en rutas ineficientes y debería volar un prototipo de subescala;
- El Natilus californiano planea un carguero sin piloto transpacífico del tamaño de un Boeing 747 y debería volar un prototipo subescala;
- El Sabrewing Aircraft californiano apunta a un pequeño carguero regional sin piloto y debería volar un vehículo a escala del 65% en el otoño de 2018;
- La Academia China de Ciencias voló su carga AT200 de 1,5 toneladas en octubre de 2017 basado en el turbohélice utilitario PAC P-750 XSTOL de Nueva Zelanda
- El transportista de paquetes chino SF Express realizó pruebas logísticas de emergencia en diciembre de 2017 con un UAV de altitud media TB001 de Tengoen Technologies, y planea un transporte de ocho turboventiladores de 20 t a más de 7600 km
- Boeing voló su prototipo Boeing Cargo Air Vehicle, una aeronave de despegue y aterrizaje vertical (eVTOL).

La startup Dorsal Aircraft de Carpinteria, California quiere hacer que el contenedor ISO estándar ligero sea parte de su estructura de carguero sin piloto donde el ala, los motores y la cola están unidos a un fuselaje dorsal columna vertebral.
La interconexión de contenedores de aluminio de 1,5–15,2 metros de largo transporta las cargas de vuelo, con el objetivo de reducir los costos de flete aéreo en el extranjero en un 60%, y planea convertir C-130H con la ayuda de
Wagner Aeronautical de San Diego, con experiencia en conversiones de pasajeros a carga.
Beihang UAS Technology, con sede en Beijing, desarrolló su UAV de gran altitud y largo alcance BKZ-005 para el transporte de carga, capaz de transportar 1,2 t sobre los 1200 km a 5000 m.
Garuda Indonesia probará tres de ellos inicialmente a partir de septiembre de 2019, antes de las operaciones en el cuarto trimestre.
Garuda planea hasta 100 vehículos aéreos no tripulados de carga para conectar regiones remotas con aeropuertos limitados en Maluku, Papúa y Célebes.